# La Télévision
Pour les articles homonymes, voir Télévision.
La Télévision est un roman de Jean-Philippe Toussaint paru le 3 janvier 1997 aux éditions de Minuit et ayant reçu le prix Victor Rossel la même année.

## Résumé
Pour écrire son essai sur Titien – en partant de la rencontre du maître avec Charles Quint –, un auteur en résidence à Berlin décide après l'arrivée d'une étape du Tour de France de débrancher définitivement sa télévision pour se concentrer sur ses recherches. Volontiers perdu dans ses rêveries et ses réflexions, prompt à déambuler dans les rues et les parcs de la capitale allemande, facilement distrait par les recommandations faites par ses voisins, celui-ci met en œuvre toutes sortes de stratégies dilatoires et éprouvera une certaine difficulté à mener à bien sa tâche, constatant qu'en réalité :

« dans la perspective-même d'écrire, ne pas écrire est au moins aussi important qu'écrire. »

## Réception critique
Livre particulièrement bien reçu par la presse au moment de sa parution, il est associé à la veine comique – avec une « perfection [de] l'équilibre entre cocasserie et esprit de sérieux » – de l'auteur dans la lignée de deux de ses précédents romans que sont La Salle de bain (1985) et L'Appareil-photo (1988). Particulièrement enthousiaste, Jean-Claude Lebrun dans L'Humanité souligne que « le burlesque et l'absurde fonctionnent comme de puissants leviers de sens » aboutissant à « une véritable profondeur, qui font de ce livre un petit joyau de plaisir et de stimulation intellectuelle » quand Michel Crépu dans La Croix, rejoignant cette analyse quant à cette « irrésistible pochade », ajoute cependant que le prétexte de l'auteur à l'étude de l'objet télévisuel, l'« objet unique », n'est autre qu'un « autoportrait » de son auteur « cumul[ant] ici [...] un art de peindre la réalité du dehors et celle du dedans, à l'exact endroit de leur secrète jointure ».

## Éditions
- Les Éditions de Minuit, 1997  (ISBN 9782707315823).
- Les Éditions de Minuit, collection « Double » no 19, 2002  (ISBN 9782707318022)